# Mạc Đăng Lượng
Mạc Đăng Lượng (1496-1604) là một võ quan được phong tước Quốc công dưới triều Hậu Lê. Triều Mạc từng được phong chức Phó quốc vương dưới thời nhà Mạc và được Mạc Thái Tổ phong tước Hoàng quận công.

## Thân thế và sự nghiệp
Mạc Đăng Lượng tự Cát Giang Tử tức Hoàng Đăng Quang sinh năm 1496 quê ở xã Cao Đôi, huyện Bình Hà (nay là thôn Long Động xã Nam Tân, huyện Nam Sách, Trấn Hải Dương), ông là con cả của cụ Mạc Đăng Trắc và cụ bà Đậu Thị Minh. Ông là cháu 7 đời của Mạc Đĩnh Chi và có quan hệ họ hàng với hoàng tộc nhà Mạc.
Năm 17 tuổi, ông đỗ tiến sĩ và làm quan tước Quốc Công dưới triều Hậu lê, do chán ghét các phe phái tranh giành ngôi vua, ông cáo quan về ở ẩn nơi sinh ra ở làng Cổ Trai, huyện Nghi Dương phủ Kinh Môn, trấn Hải Dương xưa (nay thuộc xã Ngũ Đoan, huyện Kiến Thụy, thành phố Hải Phòng)
Năm 1527, Mạc Thái Tổ lập lên triều Mạc, cho mời ông ra phò tá, ban tước Hoàng quận công.
Trong chiến tranh Nam-Bắc triều, ngày 16 tháng 2, 1535 (năm Đại Chính thứ 7) ông phụng chiếu Mạc Thái Tông, ông cùng em trai Mạc Đăng Tuấn đã đưa hơn một vạn quân vào trấn thủ đất Hoan Châu. Đóng quân xứ Tiên Đô.Lập 2 tuyến phòng thủ từ huyện Nam Đường tới phủ Anh Sơn: 
- Tuyến 1: Phủ Anh sơn, cả một vùng Tây Bắc giáp động núi Lĩnh sơn, Đông Nam giáp sông Lam ngày nay.
- Tuyến 2: Các huyện Hưng Nguyên, (xã Nghi Hương) Nghi Xuân, Nam đường, Thanh Chương, Nam giáp Động núi Lĩnh sơn, Bắc giáp núi Đại Huệ. Ngài có công chiêu lập 137 hộ dân tiền thân các dòng họ lớn ở Tổng Đặng sơn (ngày nay thuộc 3 xã Nam Sơn, Bắc Sơn, Đặng Sơn tỉnh Nghệ An).

Từ tháng 7 năm 1571 tới năm 1575, dưới sự chỉ huy của Phụ Chính Khiêm vương Mạc Kính Điển, Hoàng Quận Công Mạc Đăng Lượng, Thạch Quận Công Nguyễn Quyện cùng các tướng nhà Mạc tiến đánh vùng Thanh Nghệ. Trong trận Lèn Hai Vai (Yên Thành), đánh thắng Lai quận công Phan Công Tích. Năm 1576,Nguyễn Quyện cùng Mạc Đăng Lượng đem quân trở ra Ngọc Sơn, Thanh Hóa đóng đồn từ Cầu Quán đến Mạo Lạp, lại cho quân mai phục hai bên đón đường. Đã bắt sống Tấn quận công Nguyễn Cảnh Hoan trên đường trở ra Yên Trường tại Bông Đồn, Độc Hiệu ngoại Thanh Hóa (Ninh Bình ngày nay).
Tháng 10, 1584, nhà Mạc tấn phong ông Hoàng Quận công Phủ tả Đô Đốc (ĐVSKTT) tước Minh Nghĩa đại vương sau tấn phong Phó Quốc Vương Triều Mạc. Cùng đợt cũng tấn phong Giáp Trưng tước Sách quốc công, Nguyễn Quyện tước Nam đạo Thường Quốc công, Mạc Ngọc Liễn tước Đà Quốc Công.
Năm 1591 ông dẫn hàng vạn quân chỉ một đêm đã đào xong sông gọi "Sông Nhà Mạc" và đắp nhiều thành lũy gọi là "Nhất dạ thành" ở vùng Duyên Hà, Hậu Tái, Thái Bình.
Năm 1592, Thăng Long thất thủ, nhà Mạc thất thế, ông đổi tên thành Hoàng Đăng Quang, trước ở vùng Thạch Thành, Thanh Hóa sau về ở ẩn vùng Chân Lộc, Thanh Chương, Nam Đường. Tại đây ông sống ẩn dật, chiêu dân lập ấp, dạy học làm thuốc làm nông tang đến cuối đời. Năm Hoằng Định thứ 2 (1602) ông đến dâng hương chứng kiến việc di dời mộ cụ Nguyễn Cảnh Hoan từ Rú Guộc Thanh Chương về Rú Cấm Tràng sơn, Đô Lương. Khi sống hai ông tuy ở hai chiến tuyến khác nhau nhưng rất trọng nghĩa khí của nhau.
Năm 1604, ông qua đời, hưởng thọ 108 tuổi. Sau khi mất mộ 2 ông, bà được song táng tại Rú Tán, xã Xuân Hồ, nay là xã Xuân Hòa, huyện Nam Đàn, tỉnh Nghệ An.

## Gia đình
Cha ông Mạc Đăng Trắc quê ở xã Cao Đôi, mẹ ông là bà Đậu Thị Minh làng Câu Tử Nội, xã Hợp Thành, huyện Thủy Nguyên.
Vợ ông là Mai Thị Huệ, dòng dõi Mai Thúc Loan ở Nam Đàn.